# 사니아 아레나
사니아 아레나(Sarnia Arena)는 캐나다 온타리오주 사니아에 위치한 실내 경기장이다. 과거 IHL 사니아 스탈러스의 홈경기장으로 사용했다.